# Werner Dössegger
Werner Dössegger, né le 18 février 1938 à Niederlenz, est un coureur de fond suisse. Il a remporté treize titres nationaux en athlétisme. Deux fois champion suisse de 5 000 m, cinq fois champion suisse de 10 000 m et six fois champion suisse de cross. Il est également connu pour avoir remporté la course Morat-Fribourg neuf fois d'affilée entre 1965 et 1973.

## Biographie
Il commence sa carrière sportive en cyclisme et s'entraîne avec Walter Hauser, le champion suisse 1964 de cyclocross. Il devient champion argovien en 1955. Après s'être cassé la clavicule en chutant, sa future femme lui demande d'arrêter le cyclisme et il se met à la course à pied en 1960.
Il décroche sa première victoire marquante en 1964 en devenant champion argovien de 10 000 m. L'année suivante, il remporte la première de ses neuf victoires à Morat-Fribourg.
À la suite de ses bonnes performances, il reçoit une invitation pour la Corrida de la Saint-Sylvestre de São Paulo en 1965. N'ayant pas les moyens de se payer le voyage, il organise une collecte avec l'aide du journal Aargauer Tagblatt afin de récolter les 7 850 francs suisses nécessaires. Ayant récolté la somme, il se rend au Brésil pour participer à la course. Il termine au pied du podium et s'attire l'attention des médias,.
Il prend part au cross des nations entre 1965 et 1970. Son meilleur résultat est une 27e place en 1970 à Vichy.
En 1969 à Zurich, il bat le record national de l'heure avec 19 579 m ainsi que du 20 000 m en 1 h 1 min 16 s 6. Ses deux records tiendront jusqu'en 1985.
En 1971, il bat le record national du 10 000 m en 29 min 5 s 0 à Coblence mais Josef Wirth bat son record de 15 secondes une semaine plus tard à Londres. Werner participe ensuite aux Championnats d'Europe d'athlétisme 1971 à Helsinki où il termine 11e et abaisse le record national à 28 min 22 s 88 qui tiendra pendant 5 ans.
Il prend part aux Jeux olympiques d'été de 1972 sur la distance de 10 000 m où il se classe 8e de sa série en 28 min 36 s 4.
Il est élu sportif suisse de l'année en 1973.

## Palmarès

### Athlétisme en stade
| Année | Compétition                        | Lieu       | Place | Épreuve  | Performance    |
| ----- | ---------------------------------- | ---------- | ----- | -------- | -------------- |
| 1965  | Championnats suisses d'athlétisme  | Berne      | 1er   | 5 000 m  | 14 min 43 s 2  |
| 1969  | Championnats suisses d'athlétisme  | Saint-Gall | 1er   | 10 000 m | 29 min 47 s 0  |
| 1970  | Championnats suisses d'athlétisme  | Berne      | 1er   | 10 000 m | 29 min 50 s 6  |
| 1971  | Championnats suisses d'athlétisme  | Bâle       | 1er   | 10 000 m | 29 min 37 s 8  |
| 1971  | Championnats suisses d'athlétisme  | Bâle       | 1er   | 5 000 m  | 14 min 18 s 6  |
| 1971  | Championnats d'Europe d'athlétisme | Helsinki   | 11e   | 10 000 m | 28 min 22 s 88 |
| 1972  | Championnats suisses d'athlétisme  | Genève     | 1er   | 10 000 m | 29 min 4 s 2   |
| 1972  | Jeux olympiques d'été              | Munich     | -     | 10 000 m | 28 min 36 s 4  |
| 1973  | Championnats suisses d'athlétisme  | Zurich     | 1er   | 10 000 m | 29 min 12 s 4  |

### Route/cross
| Année | Compétition                   | Lieu                   | Place | Épreuve          | Temps       |
| ----- | ----------------------------- | ---------------------- | ----- | ---------------- | ----------- |
| 1965  | Morat-Fribourg                | Fribourg               | 1er   | Course populaire | 52 min 32 s |
| 1965  | Corrida de la Saint-Sylvestre | São Paulo              | 4e    | Course populaire | 21 min 58 s |
| 1966  | Championnats suisses de cross | Genève                 | 1er   | Cross            | 34 min 20 s |
| 1966  | Morat-Fribourg                | Fribourg               | 1er   | Course populaire | 54 min 9 s  |
| 1967  | Championnats suisses de cross | Zurich                 | 1er   | Cross            | 34 min 42 s |
| 1967  | Morat-Fribourg                | Fribourg               | 1er   | Course populaire | 53 min 9 s  |
| 1968  | Championnats suisses de cross | Bâle                   | 1er   | Cross            | 30 min 43 s |
| 1968  | Morat-Fribourg                | Fribourg               | 1er   | Course populaire | 51 min 47 s |
| 1969  | Morat-Fribourg                | Fribourg               | 1er   | Course populaire | 51 min 11 s |
| 1970  | Championnats suisses de cross | Fribourg               | 1er   | Cross            | 36 min 32 s |
| 1970  | Morat-Fribourg                | Fribourg               | 1er   | Course populaire | 52 min 3 s  |
| 1971  | Championnats suisses de cross | Zurich                 | 1er   | Cross            | 36 min 40 s |
| 1971  | Morat-Fribourg                | Fribourg               | 1er   | Course populaire | 51 min 4 s  |
| 1972  | Campaccio                     | San Giorgio su Legnano | 2e    | Cross            | 42 min 4 s  |
| 1972  | Championnats suisses de cross | Genève                 | 1re   | Cross            | 34 min 12 s |
| 1972  | Morat-Fribourg                | Fribourg               | 1er   | Course populaire | 50 min 50 s |
| 1972  | Giro al Sas                   | Trente                 | 1er   | Course populaire | 36 min 39 s |
| 1973  | Morat-Fribourg                | Fribourg               | 1er   | Course populaire | 51 min 15 s |
| 1974  | Championnats suisses de cross | Neuhausen              | 2e    | Cross            | 37 min 26 s |

### Course en montagne
| no  | masculin          | Course           | Longueur | Départ            | Temps           |
| --- | ----------------- | ---------------- | -------- | ----------------- | --------------- |
| 1re | Médaille d'or     | Sierre-Montana   | 14 km    | 10 octobre 1971   | 55 min 2 s      |
| 1re | Médaille d'or     | Sierre-Montana   | 14 km    | 8 octobre 1972    | 53 min 26 s     |
| 1re | Médaille d'or     | Sierre-Montana   | 14 km    | 13 octobre 1974   | 52 min 34 s     |
| 2e  | Médaille d'argent | Genève-Le Salève | 18,5 km  | 20 septembre 1975 | 1 h 10 min 12 s |

## Records
| Épreuve       | Performance    | Date            | Lieu     |
| ------------- | -------------- | --------------- | -------- |
| 5 000 mètres  | 13 min 46 s 2  | 29 juin 1971    | Cologne  |
| 10 000 mètres | 28 min 22 s 88 | 10 août 1971    | Helsinki |
| 20 kilomètres | 1 h 1 min 31 s | 4 novembre 1972 | Rome     |